# Spišský Štiavnik
Spišský Štiavnik (slowakisch 1927–1948 „Šťavník“ – bis 1927 „Štiavnik“; deutsch Schawnik oder Schafing, ungarisch Savnik) ist ein Ort und eine Gemeinde im Okres Poprad des Prešovský kraj, mit 2680 Einwohnern.

## Geographie

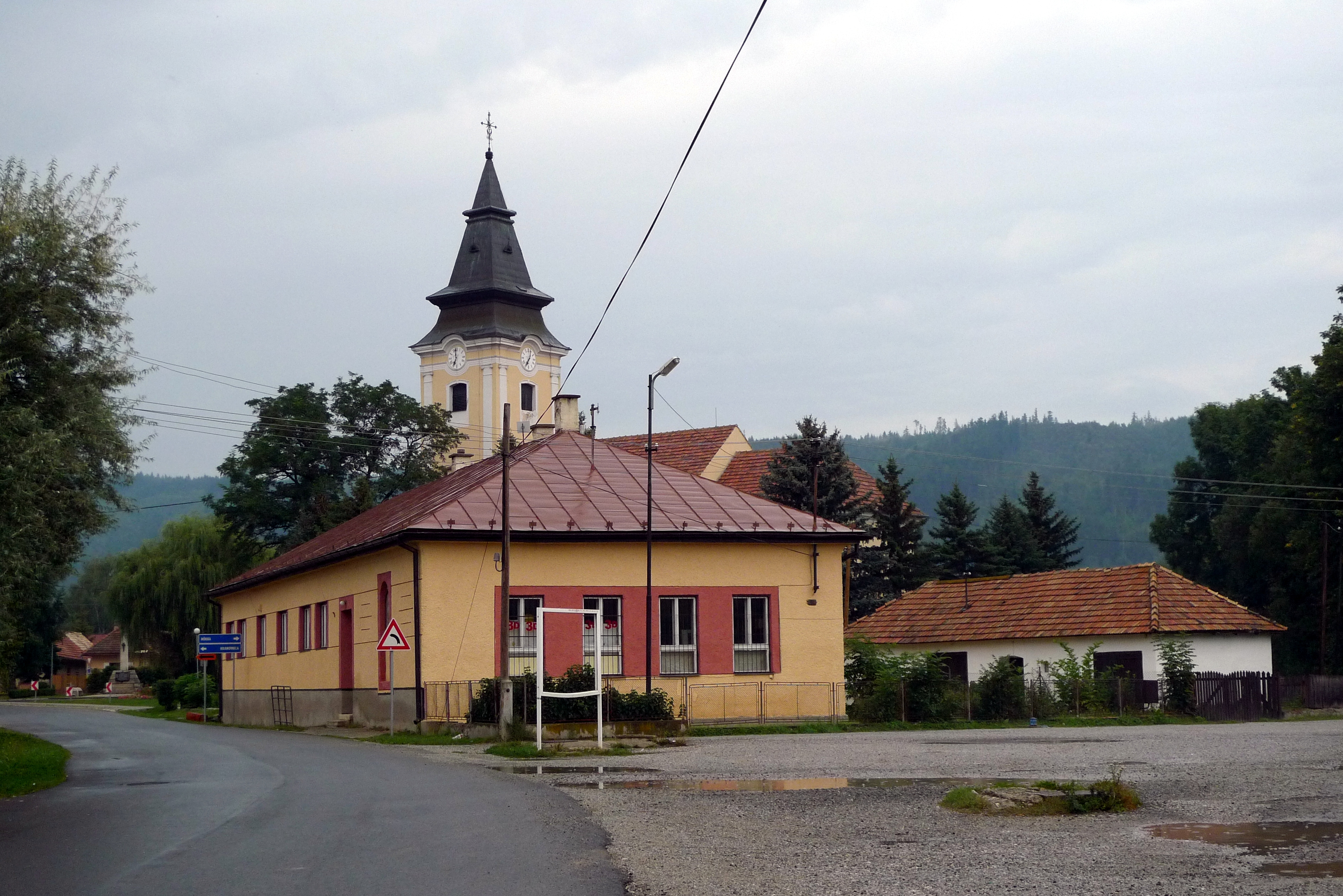
Ortskern von Spišský Štiavnik

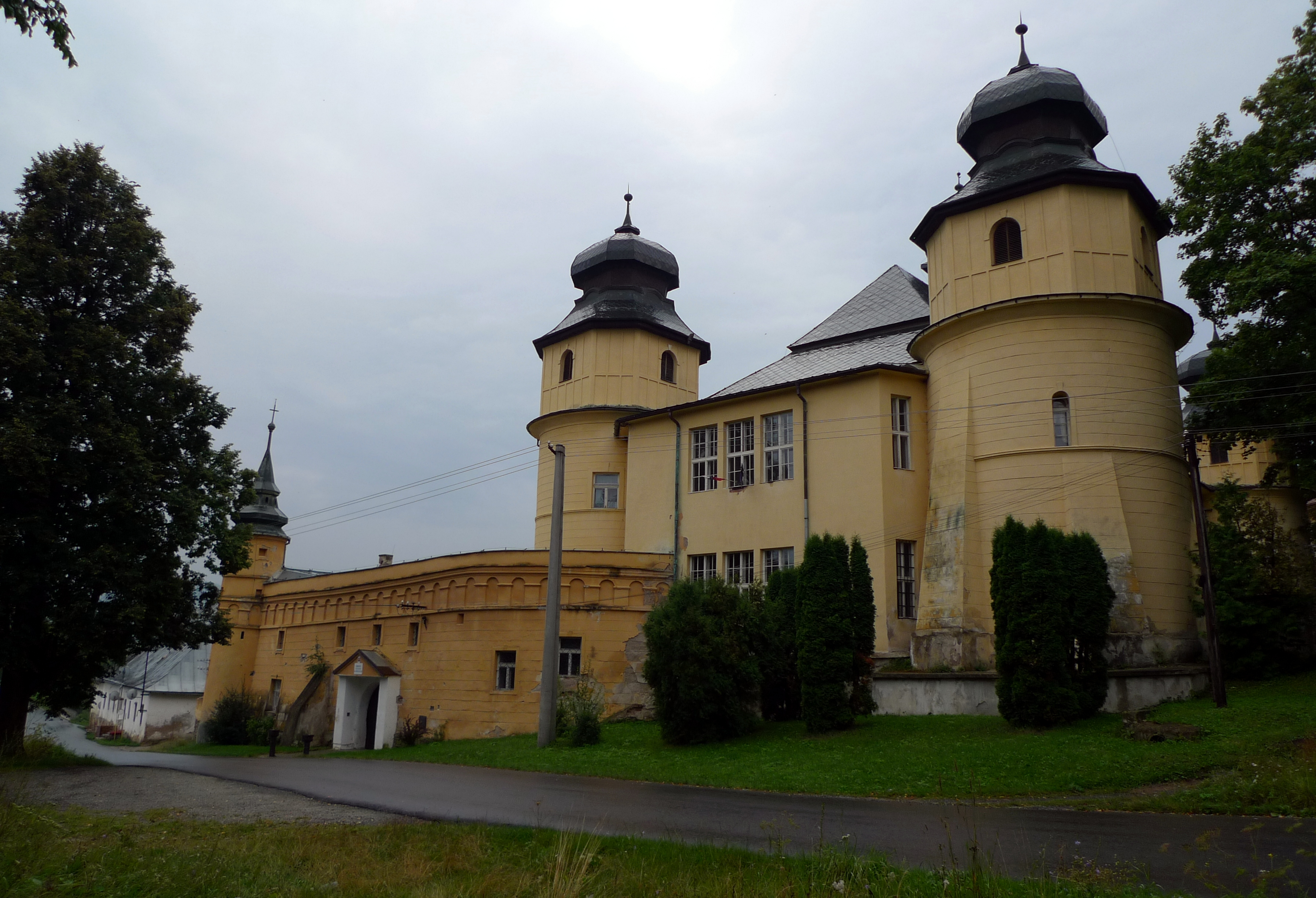
Landschloss

Die Gemeinde liegt im oberen Tal des Flusses Hornád in der traditionellen Landschaft Zips. Nördlich erhebt sich kleiner Gebirgszug Kozie chrbty, südlich hingegen das Karstgebirge Slowakisches Paradies. Spišský Štiavnik ist 13 Kilometer von Poprad entfernt.
Östlich des Hauptortes befindet sich der Ort Kaštieľ, der jedoch kein offizieller Gemeindeteil ist.

## Geschichte
Die Geschichte des Ortes ist eng mit der mittelalterlichen Zisterzienserabtei verbunden, die 1246 erwähnt wird. Ein Ort dort wird zum ersten Mal 1294 als vila Sceunuk erwähnt und gehörte zum Herrschaftsgut des Klosters. Seit dem 16. Jahrhundert waren die Besitzer die Familien Lasky, Thurzo, Rueber, Thököly, seit 1674 dann Jesuiten, und 1776 bis zur Abschaffung der Leibeigenschaft gehörte die Ortschaft dem Bistum Zips. Dennoch blieb der Ort während dieser Zeiten eine mittelgroße landwirtschaftliche Gemeinde.

## Bevölkerung
| Jahr                | 1994 | 2004     | 2014     | 2024    |
| ------------------- | ---- | -------- | -------- | ------- |
| Anzahl der Personen | 1863 | 2142     | 2756     | 2826    |
| Unterschied         |      | +14,97 % | +28,66 % | +2,53 % |

| Jahr                | 2023 | 2024    |
| ------------------- | ---- | ------- |
| Anzahl der Personen | 2761 | 2826    |
| Unterschied         |      | +2,35 % |

## Sehenswürdigkeiten
- gotische römisch-katholische Kirche aus dem Ende des 14. Jahrhunderts, barockisiert im 18. Jahrhundert
- Renaissance-Landschloss aus dem 16. und 17. Jahrhundert im Ortsteil Kaštieľ, auf dem Standort des ehemaligen befestigten Klosters. Da sich dort heute eine Fachlehranstalt befindet, ist ein Besuch des Inneren nicht möglich.

## Persönlichkeiten
- Tibor Frešo (1918–1987), Komponist und Dirigent